# 埃迪瓦爾·蓬蒂斯
埃迪瓦爾·馬克斯·基里諾·蓬蒂斯（Edival Marques Quirino Pontes，1997年10月11日—），又稱為內蒂尼奧（Netinho），是一名巴西男子跆拳道運動員。他曾經獲得2014年夏季青年奧林匹克運動會跆拳道比賽男子63公斤級金牌。

## 外部連結
- TaekwondoData.com （页面存档备份，存于）